# Carlo Innocenzo Frugoni
Carlo Innocenzo Frugoni (21. listopadu 1692 Janov – 20. prosince 1768 Parma) byl italský básník a libretista.

## Život
Carlo Innocenzo Frugoni se narodil v šlechtické rodině a v patnácti letech vstoupil do Ordine dei Somaschi, kde setrval až do roku 1731. Poté se stal členem Accademie dell'Arcadia pod jménem Comante Eginetico. Svou kariéru básníka a libretisty zahájil roku 1725 na dvoře parmského vévody.

## Libreta
Frugoni napsal většinu svých libret pro divadlo v Parmě.
- I conforti di Maria Vergine (hudba Giacomo Antonio Perti, 1723)
- Il trionfo di Camilla (hudba Leonardo Leo, 1725)
- I fratelli riconosciuti (hudba Giovanni Maria Capelli, 1726)
- Il Medo (hudba Leonardo Vinci, 1728; hudba Girolamo Abos, 1753)
- Scipione in Cartagine (hudba Geminiano Giacomelli, 1728)
- Lucio Papirio dittatore (úprava libreta Apostolo Zeno; hudba Geminiano Giacomelli, 1729)
- Gli Incas nel Perù (pasticcio)
- Ippolito ed Aricia (úprava libreta Simon-Joseph de Pellegrin; hudba Tommaso Traetta, 1759; hudba Ignaz Holzbauer, 1759)
- I Tindaridi (úprava libreta Pierre-Joseph Bernard; hudba Tommaso Traetta, 1760)
- Le feste d'Imeneo (hudba Tommaso Traetta, 1760)